# Cariniana ianeirensis
Espèce
Classification phylogénétique
Statut de conservation UICN

ENB1+2c : En danger
Cariniana ianeirensis est une espèce de plante à fleurs de la famille des Lecythidaceae originaire du Brésil.

## Description
C'est un grand arbre.

## Répartition
Endémique aux forêts atlantique de l'État de Rio de Janeiro, cet arbre ne se retrouve plus que dans la Forêt de Tijuca et celle d'Itaocara.

## Conservation
Cette espèce est menacée par la destruction de l'habitat liée à l'extension urbaine de Rio de Janeiro, mais est normalement protégée dans le parc national de Tijuca.